# Herinneringsteken voor Burgerartsen voor Verdienstelijke Daden in het Oorlogsjaar 1866
Het Herinneringsteken voor Burgerartsen voor Verdienstelijke Daden in het Oorlogsjaar 1866 (Duits: Erinnerungszeichen für verdienstliche Leistungen in Kriegsjahr 1866 für Zivilärtzte) was een onderscheiding van Beieren die in 1867 door koning Lodewijk II van Beieren was gesticht. Beieren had in 1866 samen met Oostenrijk, Hannover, Saksen, Wütemmberg, Baden en Nassau een nederlaag geleden in de "Brüderkrieg" tegen Pruisen en de daarmee verbonden Noord-Duitse staten. Het kruis werd tussen 1867 en 1869 uitgereikt.